# Ан фас (албум)
Ово је први и једини албум горњомилановачке рок-групе Ан фас. Издат је као музичка касета. Снимљен је од 9. до 11. фебруара 1994. у Крагујевцу.

## Списак песама

### Страна 1
1. Црно
2. Остани
3. Нека ме боли
4. Лош знак

### Страна 2
1. Долазим
2. Зло
3. Стоп
4. Пут

Музику за све песме су заједнички компоновали чланови групе. Све текстове песама је написао Горан Угарчина (који је уједно и аутор слике на омоту), осим текста за песму „Зло“, који је написао Предраг Дрчелић Скаки. 

## Чланови групе
- Милан Вукелић - певање
- Слободан Вуковић Били - гитара
- Горан Угарчина Уго - бубњеви
- Здравко Николић - бас гитара

### Гости
- Саша Вујић (Вуја) - гитарски соло у „Нека ме боли“

## Остало
- Сниматељ/продуцент: Дракче Стојановић и Радомир Михајловић Точак
- Дизајн омота: Горан Угарчина
- Фотографија групе: Глишо Шишовић